# Charles Henry Cooper (Richter)
Charles Henry Cooper (* 15. September 1865 in Houghton Regis, Bedfordshire; † 17. September 1946 in Tracy, San Joaquin County) war ein US-amerikanischer Jurist und Rancher. Er war von 1919 bis 1924 beigeordneter Richter (Associate Justice) am Montana Supreme Court.

## Leben
Charles Cooper war eines von zwölf Kindern von John Gooding Cooper (1830–1877) und dessen Frau Rebecca, geborene Duncan (1832–1877). Er wanderte 1883 nach abgeschlossener Schulausbildung mit seinem Bruder Walter (1862–1936) in die Vereinigten Staaten aus. Nach der Ankunft in Boston arbeitete er zwei Jahre lang in Wisconsin. Es wird von einer Tätigkeit bei der Northern Pacific Railway und auch als Weizenfarmer in Nebraska berichtet.
1893 erfolgte die Zulassung als Rechtsgelehrter und er lernte im gleichen Jahr die in Sheerness geborene spätere Schauspielerin Alice Augusta Louisa Brazier (1873–1967) aus Gillingham kennen, die ihren Bruder Alfred Charles besuchte.
1895 wurde Charles Cooper Assistent von Preston Leslie, dem Gouverneur des Montana-Territoriums und US District Attorney. Im gleichen Jahr wurde der erste Sohn der Familie Arthur Leroy (1895–1982) geboren, der später ins Bankgeschäft einstieg. Cooper stieg in die Kanzlei von Wilbur F. Sanders ein.
1901 kam der zweite Sohn Frank James zur Welt, der später unter dem Namen Gary Cooper ein bekannter Schauspieler wurde. Charles Cooper bestritt den Lebensunterhalt der Familie mittlerweile als Richter in Helena und erwarb zudem die „7bar9“ (Seven Bar Nine)-Ranch. Die Ranch wurde im Rahmen des Dammbruchs der Hauser-Talsperre 1908 evakuiert. Für die Fortsetzung der in Helena begonnenen Schulausbildung der Kinder ging die Familie 1910 zurück nach England. An der Schule in Dunstable wurde Gary als jüngerer Bruder „Cooper II“ und Arthur „Cooper I“ genannt. Die Eltern gingen 1911 ohne die Kinder zurück nach Helena, die Kinder erst nach ihrer Schulausbildung.
Von Januar 1919 bis Ende August 1924 war Cooper am Obersten Gerichtshof des Bundesstaates Montana als Richter tätig. Er trat vier Monate vor dem Ende seiner sechsjährigen Amtszeit als Richter zurück, verbunden mit dem Rücktritt des amtierenden District Attorney Wellington D. Rankin. Danach hatte er eine Kanzlei in Hollywood und war als Agent für seinen Sohn Gary Cooper tätig. Im April 1928 kehrte er zurück nach Helena, wo er wieder eine Ranch erwarb, die als Drehort für dessen Filme dienen sollte. Aufgrund von Missmanagement musste die Ranch aus finanziellen Gründen 1939 verkauft werden.
Charles Cooper war Freimaurer 32. Grades und Mitglied der Republicans. Er starb im Alter von 81 Jahren. Sein Grab befindet sich im Forest Lawn Memorial Park in Glendale, Kalifornien.